# Tynnered
Tynnered é um bairro da cidade sueca de Gotemburgo.

Foi uma freguesia administrativa autónoma da cidade de Gotemburgo de 1989 até 2011, altura em que passou a fazer parte da freguesia administrativa de Västra Göteborg, juntamente com Älvsborg e Södra Skärgården. 

Tem uma área de 2 985 hectares e tinha cerca de 27 mil habitantes em 2010.
 
Compreendia os antigos bairros de Bratthammar, Guldringen, Skattegården, Ängås, Önnered, Grevegården, Näset e Kannebäck.

## Etimologia
O topónimo Tynnered designava uma aldeia no local do futuro bairro urbano de Tynnered, na cidade de Gotemburgo. 
Da aldeia nada resta, exceto o nome, adotado pelo aglomerado urbano dos nossos dias.
 
O termo é possivelmente composto por Tynna ou Thynne (nome de um homem) e red (sítio desbravado e povoado). 
Está registado pela primeira vez em 1550 como  Tinnaridt e Tynaridt. 